# Crura
Nell'anatomia femminile i crura (clitoridis) costituiscono le due radici del clitoride, saldate al labbro interiore del ramo ischio-pubico.
Sono due strutture di tessuto erettile, che insieme formano una forma a V. Crus è una parola latina che significa "gamba". Ogni "gamba" della V converge sul corpo clitorideo. Ad ogni punto divergente c'è un corpo cavernoso del clitoride. Le crure sono attaccate all'arco pubico e sono adiacenti ai bulbi vestibolari. La crura fiancheggia l'uretra, la spugna uretrale e la vagina e si estende verso il pube. Ogni crus clitorideo si collega ai rami del pube e all'ischio.
La crura del clitoride è coperta da un muscolo ischiocavernoso.

## Funzioni
Durante il rapporto sessuale i crura si inturgidiscono inizialmente per il sangue che fluisce al loro interno.